# Anker (wieś)
Anker – wieś w Anglii, w hrabstwie Warwickshire. Leży 34 km na północ od miasta Warwick i 154 km na północny zachód od Londynu.